# Tristán de Acuña
Tristán de Acuña (en inglés: Tristan da Cunha Island) es un archipiélago británico compuesto por varias islas (la mayor, con el mismo nombre, y las deshabitadas Inaccesible y Ruiseñor) en el Atlántico sur. Junto con la isla de Diego Álvarez, todo el territorio se constituye como una dependencia de la isla de Santa Elena, el lugar habitado más cercano, situado a 2173 km al norte. El acceso a la isla principal es muy complicado, debido a su lejanía y a que está rodeada por acantilados de más de 600 metros de altitud. Tristán de Acuña es el lugar habitado más remoto (es decir, más alejado de cualquier otro lugar habitado) de la Tierra. La isla tiene una población de menos de 270 personas y como tal está inscrito en el libro Guinness de los Récords.

## Historia

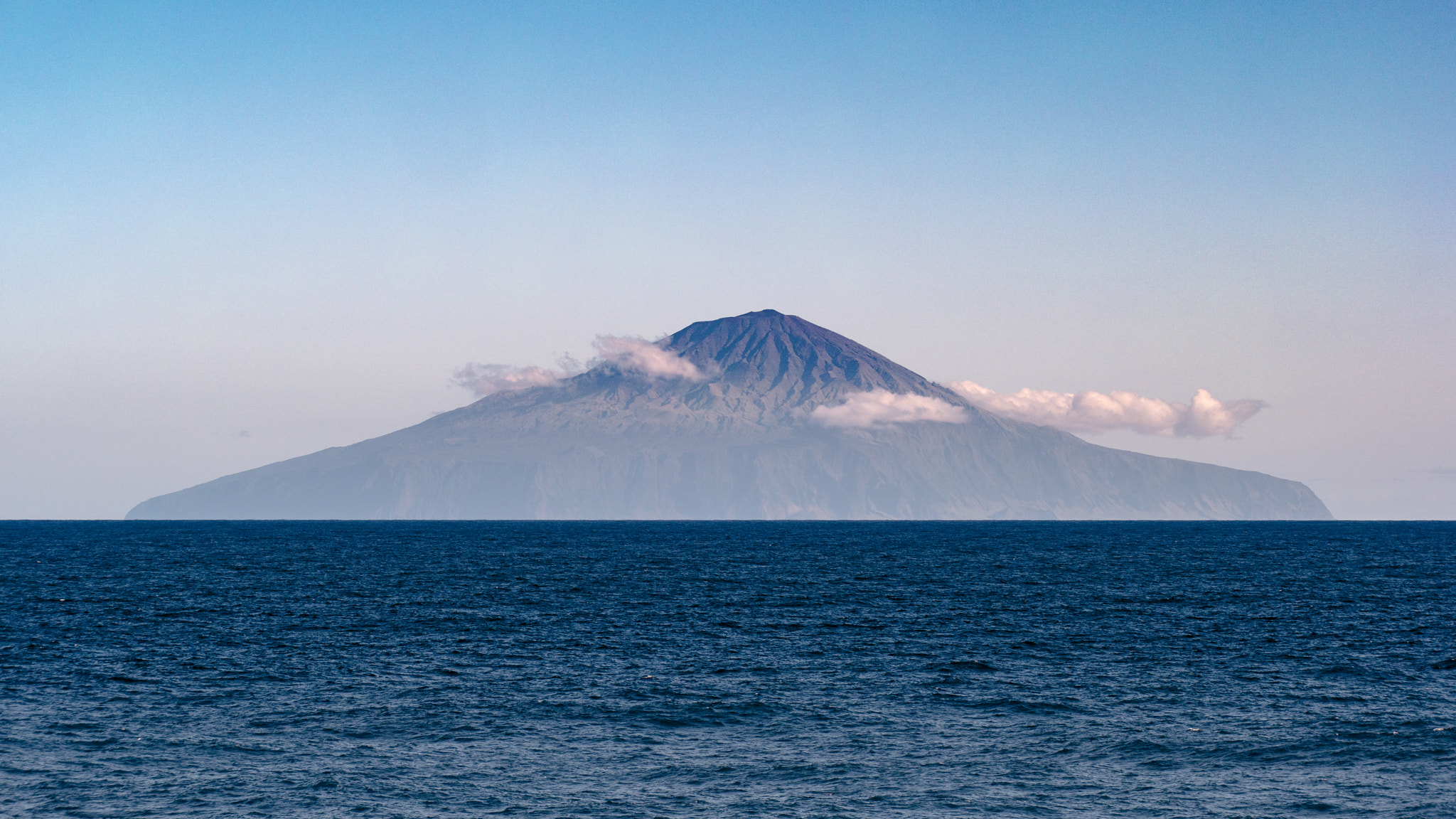
Tristán de Acuña vista desde el mar

Descubierta en 1506 por el navegante portugués que le dio su nombre, Tristão da Cunha, empezó a estar habitada de manera estable a principios del siglo XIX, cuando fue anexionada por la Corona británica en 1816. Por aquel entonces, los británicos no querían que el archipiélago fuera utilizado por los franceses como base para intentar llevar a cabo una operación de rescate de Napoleón, confinado en la isla de Santa Elena. Desde entonces ha mantenido una población estable de unos 280 habitantes en su asentamiento de Edimburgo de los Siete Mares, llamado así en honor a la visita que hizo el Príncipe Alfredo, Duque de Edimburgo, en 1867, en su vuelta al mundo.
Entre los siglos XVII y XVIII, los gobiernos franceses y neerlandeses, así como la Compañía Británica de las Indias Orientales, consideraron el tomar posesión de la isla, pero desistieron en sus empeños ya que no poseía zonas apropiadas para atracar. La isla fue más adelante usada como base temporal para los balleneros y cazadores de focas, principalmente provenientes de Estados Unidos. De allí llegaron los primeros colonos a principios del siglo XIX. En 1876, el gobierno británico la declaró formalmente parte del Imperio británico y en 1938 la isla fue considerada dependencia de la isla de Santa Elena.
En 1961, una erupción volcánica provocó la evacuación de la población al Reino Unido, a la localidad de Calshot. Allí tuvieron que soportar uno de los peores inviernos británicos y nuevas enfermedades para los que no estaban preparados. Algunos de más edad murieron y otros se quedaron, pero la mayor parte regresó en 1963. Al llegar a sus casas, observaron cómo el asentamiento principal de la isla se encontraba afectado por la erupción, y que se habían producido algunos saqueos por parte de piratas. Los perros domésticos, abandonados a su suerte, habían dado caza a todas las ovejas.
Un ciclón extratropical alcanzó la isla el 21 de mayo de 2001, causando daños parciales y arrancando algunos tejados. En febrero de 2008 hubo un incendio en la fábrica de pescado, lo que tuvo una gran repercusión económica. En noviembre de 2011 el barco Puma's Mar Mostro, de la Volvo Ocean Race, llegó a la isla tras romperse su mástil en la primera etapa entre Alicante y Ciudad del Cabo. Este acontecimiento sacó del anonimato al archipiélago en la prensa internacional.
Fue citada, entre otros, en La narración de Arthur Gordon Pym, de Edgar Allan Poe; en Un capitán de quince años, de Julio Verne, la primera vez que divisan tierra al final de su largo viaje; en La esfinge de los hielos; y en Los hijos del capitán Grant, del mismo autor, en donde se le dedica el segundo capítulo del segundo volumen; no sin olvidar una mención en La isla misteriosa, vinculada a la novela anteriormente dicha. Varios capítulos de la novela El rey del aire, de Emilio Salgari, transcurren en el islote Inaccesible, perteneciente al archipiélago.

## Geografía

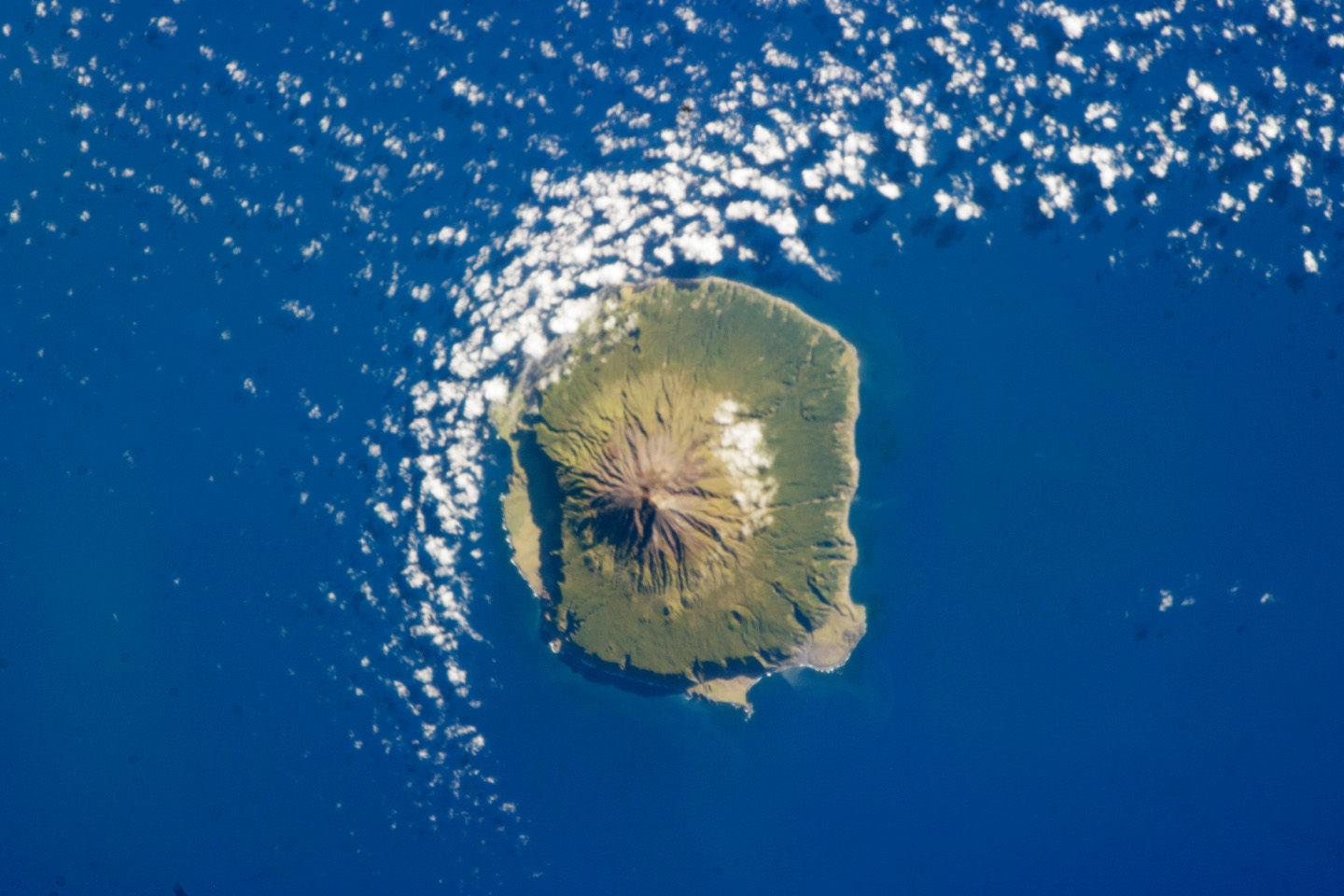
Vista satelital de la isla principal, Tristán de Acuña.

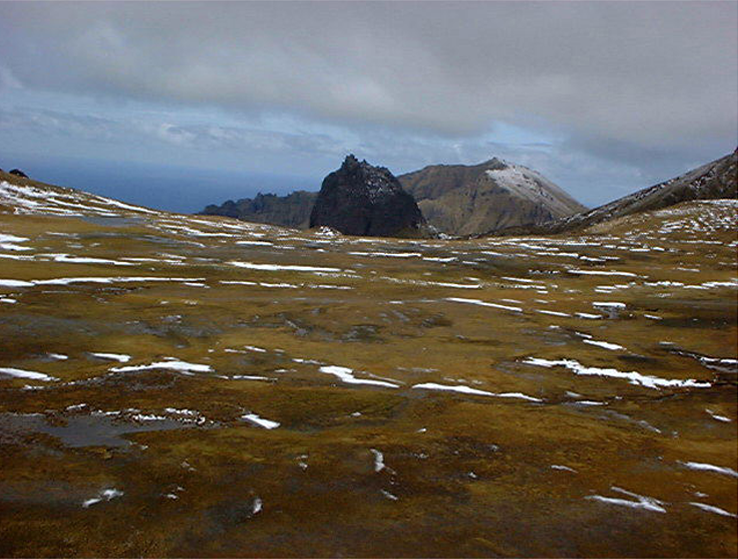
Vista de la isla de Diego Álvarez.

Tristán de Acuña está situada en mitad del Atlántico sur, a 3360 km de Sudamérica y a 2816 km de Sudáfrica. El territorio habitado más cercano es otra isla, Santa Elena, a 2161 km al norte. La isla principal, de unos 98 km², tiene un relieve muy montañoso debido a su origen volcánico, pero existe una zona llana en la costa noroccidental, denominada The Hillpiece, lugar donde se encuentra Edimburgo de los Siete Mares. El pico más alto es el pico de la Reina María, un volcán de 2062 m de altura, que está situado en el centro de la isla principal, con frecuentes precipitaciones de nieve durante el invierno. También es la montaña más alta del Atlántico Sur. El clima es del tipo marino subtropical, con pequeños cambios de temperatura entre el invierno y el verano. La isla Inaccesible (10 km²) y la isla del Ruiseñor (2 km²), están situadas 35 km al suroeste de Tristán de Acuña, mientras que la isla de Diego Álvarez (también conocida como Gonçalo Álvares o Gough) se encuentra más alejada, a unos 395 km al sureste de Tristán. El 40 % del territorio del archipiélago está protegido como reserva de la naturaleza y algunos de los islotes están declarados como Patrimonio de la Humanidad. El archipiélago forma parte de una ecorregión denominada pradera y matorral de las islas Tristán de Acuña y Diego Álvarez.

### Geología
Tristán, junto con sus islas vecinas, se encuentra a unos 400 km al este de la Dorsal del Atlántico Medio. La actividad volcánica no está relacionada con la Dorsal del Atlántico Medio; más bien, se debe a un punto caliente. El empinado cono central (The Peak) está compuesto predominantemente por depósitos piroclásticos erupcionados desde la chimenea central. Los acantilados de Base y Main están compuestos principalmente por delgadas coladas de lava basáltica, comúnmente separadas por delgadas capas piroclásticas. 
Hay más de 30 conos de ceniza en los flancos del volcán principal, muchos de los cuales han producido pequeñas coladas de lava. La erupción de octubre de 1961 fue precedida por enjambres sísmicos y caídas de rocas de los acantilados principales, luego la lava erupcionó en la llanura inmediatamente al este del asentamiento. El montículo de lava creciente se rompió y las coladas de lava erupcionaron hacia la costa. A medida que la erupción disminuyó, creció una cúpula de lava alargada que selló la chimenea.
La Isla Inaccesible, 35 km al suroeste de Tristán, es el vestigio de un cono volcánico más antiguo. La mayor parte de la isla está compuesta por coladas de lava basáltica, pero la parte suroeste de Inaccesible tiene numerosas cúpulas y coladas de traquita. La Isla Nightingale, y las cercanas Islas Middle y Stoltenhoff, están a 34 km al sur-suroeste de Tristán. Nightingale está compuesta principalmente por cúpulas y coladas de traquita, con algunos depósitos piroclásticos. La Isla Middle está completamente compuesta por depósitos piroclásticos (intrusiones de diques), mientras que la Isla Stoltenhoff está completamente compuesta por traquita.
La isla está ubicada en la Anomalía del Atlántico Sur, un área de la Tierra con un campo magnético anormalmente débil. El 14 de noviembre de 2008 se inauguró un observatorio geomagnético en la isla como parte de una empresa conjunta entre el Instituto Meteorológico Danés y DTU Space.
Tristán de Acuña tiene dos volcanes: el Pico de la Reina María en la isla principal y el Pico Edimburgo en la Isla Gough. El Pico de la Reina María (37°6′42″S 12°17′19″O) tiene una altura de 2.062 m (6.765 pies) y permanece activo, con su última erupción reportada en 1961. El Pico Edimburgo (40°18′33″S 9°56′48″O) tiene una altura de 902 m (2.959 pies) y se clasifica como extinto.
Las rocas volcánicas van desde basanita ankaramítica hasta tefrita y fonolita, y algunas tienen composiciones ultrapotásicas, lo cual es inusual para rocas que erupcionaron cerca de la Dorsal del Atlántico Medio. Son un ejemplo del polo EM1 en compilaciones de composiciones isotópicas de rocas derivadas del manto. La composición inusual se explica por la presencia de material enriquecido en la fuente de la pluma, ya sean sedimentos reciclados o litosfera metasomatizada.
El origen de las islas se atribuye comúnmente a la fusión parcial en una pluma mantélica. Las islas están ubicadas en el extremo occidental de la Dorsal Walvis, que las une a la gran provincia ígnea de Etendeka. Esta asociación ha sido citada como un ejemplo de la hipótesis de la cabeza y la cola de la pluma, pero las características geoquímicas de las lavas de Tristán difieren de las de la provincia de Etendeka, lo que sugiere que la pluma era heterogénea.

### Clima
El archipiélago tiene un clima húmedo. El sistema Koppen lo clasifica con temperaturas templadas. La luz del sol es bastante limitada debido a los persistentes vientos del oeste. Por la clasificación "Trewartha", Tristán de Acuña tiene un clima húmedo subtropical. El número de días lluviosos es comparado al de las islas Aleutianas.
| Parámetros climáticos promedio de Tristán de Acuña        | Parámetros climáticos promedio de Tristán de Acuña | Parámetros climáticos promedio de Tristán de Acuña | Parámetros climáticos promedio de Tristán de Acuña | Parámetros climáticos promedio de Tristán de Acuña | Parámetros climáticos promedio de Tristán de Acuña | Parámetros climáticos promedio de Tristán de Acuña | Parámetros climáticos promedio de Tristán de Acuña | Parámetros climáticos promedio de Tristán de Acuña | Parámetros climáticos promedio de Tristán de Acuña | Parámetros climáticos promedio de Tristán de Acuña | Parámetros climáticos promedio de Tristán de Acuña | Parámetros climáticos promedio de Tristán de Acuña | Parámetros climáticos promedio de Tristán de Acuña |
| Mes                                                       | Ene.                                               | Feb.                                               | Mar.                                               | Abr.                                               | May.                                               | Jun.                                               | Jul.                                               | Ago.                                               | Sep.                                               | Oct.                                               | Nov.                                               | Dic.                                               | Anual                                              |
| --------------------------------------------------------- | -------------------------------------------------- | -------------------------------------------------- | -------------------------------------------------- | -------------------------------------------------- | -------------------------------------------------- | -------------------------------------------------- | -------------------------------------------------- | -------------------------------------------------- | -------------------------------------------------- | -------------------------------------------------- | -------------------------------------------------- | -------------------------------------------------- | -------------------------------------------------- |
| Temp. máx. abs. (°C)                                      | 23.7                                               | 24.4                                               | 24.4                                               | 22.4                                               | 20.3                                               | 18.7                                               | 17.8                                               | 17.3                                               | 17.1                                               | 18.4                                               | 22.4                                               | 21.8                                               | 24.4                                               |
| Temp. máx. media (°C)                                     | 20.4                                               | 21.2                                               | 20.5                                               | 18.9                                               | 16.9                                               | 15.3                                               | 14.4                                               | 14.2                                               | 14.3                                               | 15.4                                               | 17.0                                               | 18.9                                               | 17.3                                               |
| Temp. media (°C)                                          | 17.9                                               | 18.8                                               | 17.9                                               | 15.4                                               | 14.6                                               | 13.1                                               | 12.2                                               | 11.9                                               | 12.0                                               | 13.0                                               | 14.6                                               | 16.5                                               | 14.8                                               |
| Temp. mín. media (°C)                                     | 15.4                                               | 16.2                                               | 15.3                                               | 12.3                                               | 11.9                                               | 10.9                                               | 10.0                                               | 9.6                                                | 9.7                                                | 10.6                                               | 12.2                                               | 14.1                                               | 12.4                                               |
| Temp. mín. abs. (°C)                                      | 10.9                                               | 11.8                                               | 10.3                                               | 9.5                                                | 7.4                                                | 6.3                                                | 4.8                                                | 4.6                                                | 5.1                                                | 6.4                                                | 8.3                                                | 9.7                                                | 4.6                                                |
| Lluvias (mm)                                              | 93                                                 | 113                                                | 121                                                | 129                                                | 155                                                | 160                                                | 160                                                | 175                                                | 169                                                | 151                                                | 128                                                | 127                                                | 1681                                               |
| Días de lluvias (≥ 1 mm)                                  | 18                                                 | 17                                                 | 17                                                 | 20                                                 | 23                                                 | 23                                                 | 25                                                 | 26                                                 | 24                                                 | 22                                                 | 18                                                 | 19                                                 | 252                                                |
| Horas de sol                                              | 139.5                                              | 144.0                                              | 145.7                                              | 129.0                                              | 108.5                                              | 99.0                                               | 105.4                                              | 105.4                                              | 120.0                                              | 133.3                                              | 138.0                                              | 130.2                                              | 1498                                               |
| Humedad relativa (%)                                      | 79                                                 | 77                                                 | 75                                                 | 78                                                 | 78                                                 | 79                                                 | 79                                                 | 79                                                 | 78                                                 | 79                                                 | 79                                                 | 80                                                 | 78.3                                               |
| Fuente n.º 1: Worldwide Bioclimatic Classification System |                                                    |                                                    |                                                    |                                                    |                                                    |                                                    |                                                    |                                                    |                                                    |                                                    |                                                    |                                                    |                                                    |
| Fuente n.º 2: Climate and Temperature.                    |                                                    |                                                    |                                                    |                                                    |                                                    |                                                    |                                                    |                                                    |                                                    |                                                    |                                                    |                                                    |                                                    |

## Demografía
| Gráfica de evolución de Tristán de Acuña entre 1856 y 2023 |
|                                                            |

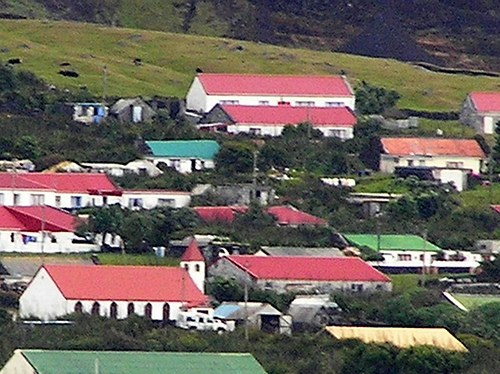
El asentamiento de Edimburgo de los Siete Mares es considerado el lugar habitado más aislado del mundo.

Las especiales características demográficas de sus habitantes, debido a su aislamiento y la elevada endogamia, hacen que el estudio de la población de la isla sea muy interesante. Aunque algunos jóvenes de Tristán de Acuña se marchan de la isla en busca de pareja, los matrimonios entre los propios habitantes son la regla, y hacen que solo haya nueve apellidos diferentes en la isla: Collins, Glass, Green, Hagan, Laverello, Repetto, Rogers, Squibb y Swain, repartidos en ochenta familias, lo que ha propiciado un perfil genético con una mayor frecuencia de determinadas patologías, como el asma y el glaucoma. Sin embargo, otras enfermedades comunes en el resto del mundo, como los resfriados, no existen salvo como consecuencia de la visita de algún barco. En la isla se consume un número bastante elevado de botellas de whisky. En 1993 y 1994, cada individuo bebió el equivalente a casi cincuenta litros de whisky de media por año.
Actualmente existe en el asentamiento de Edimburgo de los Siete Mares una tienda de ultramarinos, una emisora local de radio, un café (The Cafe of Tristan), un pub (The Albatros Bar), un videoclub, un campo de fútbol, otro de golf, una piscina y una pista de tenis. Los habitantes también poseen un centro comunitario de reunión. La conexión con el mundo exterior se mantiene a través de un teléfono/fax vía satélite, situado en la oficina del administrador, pero últimamente se está mejorando la conexión a Internet. No hay aeropuerto y solo se puede llegar al puerto en barco. La llegada anual del buque RMS Saint Helena trae consigo nuevos productos, como medicinas, libros, vídeos, revistas y correo. También existe en Sandy Point una granja, que se habitó de forma temporal en los años cincuenta y ochenta, cuando se necesitó cubrir una demanda de madera y diferentes tipos de fruta que no se podían obtener en otros lugares de la isla, ya que en esta zona, más al este, se disfruta de un clima más caluroso. Para las urgencias sanitarias más complicadas se traslada a los enfermos hasta un hospital en Ciudad del Cabo, aunque médicos de cabecera, dentistas y otros especialistas hacen largas estancias durante días para comprobar la salud de la población.

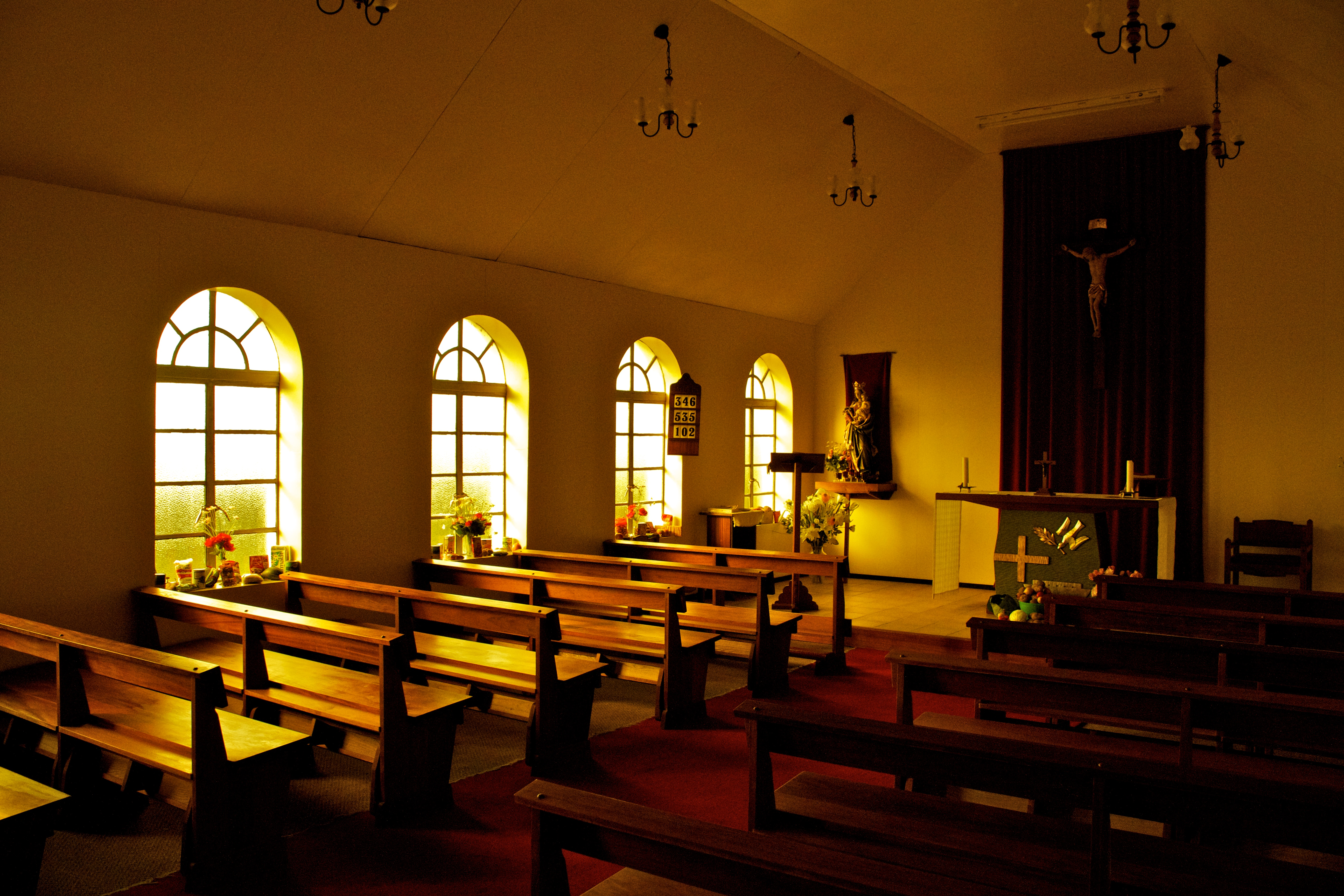
Iglesia católica de San José.

### Idioma
El aislamiento de Tristán de Acuña ha llevado al desarrollo de su propio dialecto del inglés. En la escritura popular, ha sido descrito por el escritor Simon Winchester como "una amalgama sonora de los condados de origen y el idioma del siglo XIX, jerga del afrikaans y el italiano".

### Religión
La religión principal entre su población es el cristianismo, y las únicas denominaciones de importancia en la región son la Iglesia anglicana y la Iglesia católica. La población católica de la isla es atendida por la Misión Sui Iuris de Santa Elena, la Isla Ascensión y Tristán de Acuña, que administra la Prefectura apostólica de las Islas Malvinas.

## Gobierno y política
No hay partidos políticos ni sindicatos en Tristán de Acuña. El poder ejecutivo recae en el Rey, que está representado en el territorio por el gobernador de Santa Elena. Dado que el gobernador reside permanentemente en Santa Elena, se designa a un administrador para que lo represente en las islas. El Administrador es un funcionario de carrera del Ministerio de Relaciones Exteriores, seleccionado por Londres, que actúa como jefe de gobierno local y recibe asesoramiento del Consejo Insular de Tristán de Acuña. Desde 1998, cada Administrador ha cumplido un mandato de tres años (que comienza en septiembre, a la llegada del buque de abastecimiento desde Ciudad del Cabo). Sean Burns comenzó un segundo mandato como Administrador en noviembre de 2016.
El Administrador y el Consejo Insular trabajan desde el Edificio del Gobierno, que es el único edificio de dos plantas de la isla. El edificio se denomina a veces "Whitehall" o "Edificio H'admin" y en él se encuentran la Oficina del Administrador, el Departamento del Tesoro, las oficinas de administración y la Cámara del Consejo, donde se celebran las reuniones del Consejo Insular. La labor policial está a cargo de un inspector de policía a tiempo completo y tres agentes especiales. Tristán de Acuña tiene cierta legislación propia, pero la ley de Santa Elena se aplica en general en la medida en que no sea incompatible con la legislación local, siempre y cuando sea adecuada para las circunstancias locales y con sujeción a las modificaciones que las circunstancias locales hagan necesarias.

### Jefe de la isla
El Consejo Insular se compone de ocho miembros elegidos y tres designados, que desempeñan un mandato de tres años que comienza en febrero o marzo. Se celebra una votación separada pero simultánea para elegir al Jefe de la isla, que es el líder político de la comunidad. James Glass fue elegido para el cargo en marzo de 2019, regresando después de dieciséis años para comenzar un cuarto mandato récord en el cargo.

## Economía
El comienzo de la industria de la langosta[cita requerida] en 1950 hizo florecer la empobrecida economía existente, que pasó de ser de subsistencia a una economía de mercado, aunque la agricultura sigue siendo la principal ocupación de los isleños junto con la pesca. Toda la tierra es de propiedad comunitaria y el número de cabezas de ganado está estrictamente controlado para preservar los pastos y prevenir que existan familias con mejor posición económica que otras. No se permite tampoco la compra de tierras o el asentamiento de personas de fuera de Tristán de Acuña. La venta de sellos, principalmente a coleccionistas, también aporta unos ingresos considerables.
Aunque sea una dependencia de Santa Elena, no se usa la moneda local de esa isla, la libra de Santa Elena, sino que se utiliza la misma que en el Reino Unido, la libra esterlina. Como la mayoría de los territorios británicos de ultramar, nunca formó parte de la Unión Europea, sino que fue miembro de la Asociación de Países y Territorios de Ultramar de la Unión Europea.

## Cultura

### Medios de comunicación
La televisión local comenzó en 1984 usando programación grabada los martes, jueves y domingos por la noche. La televisión en directo no llegó a la isla hasta 2001, con la introducción del Servicio de Radiodifusión de las Fuerzas Británicas, que ahora proporciona BBC One, BBC Two, Canal 4, ITV y BFBS Extra, retransmitidos a los isleños a través de transmisores locales. Recientemente el servicio fue actualizado a digital, la mayoría de las pantallas de TV son modernas mientras que algunos equipos antiguos de CRT todavía están en uso y hay al menos un televisor por casa. BFBS Radio 2 es la estación de radio local disponible. El gobierno de la isla y la Asociación de Tristán de Acuña, que la mantiene desde el Reino Unido, mantienen un sitio web oficial. Cada semana se produce un boletín comunitario, llamado Village Voice.

### Festividades
La isla tiene un descanso anual del trabajo del gobierno y de las fábricas que comienza antes de Navidad y dura tres semanas. El comienzo de la fiesta, llamado Día de la Ruptura, se suele marcar con eventos especiales y celebraciones.